# リヒャルト・スクタ＝パス
リヒャルト・スクタ＝パス（Richard Sukuta-Pasu、1990年6月24日 - ）は、ドイツ・ヴッパータール出身のサッカー選手。ポジションはFW。コンゴ民主共和国にルーツを持つ。
Kリーグ時代の登録名はスクタ＝パス（ハングル: 수쿠타 파수）。

## 経歴
2000年からバイエル・レバークーゼンのユースチームに所属し、2008年にリザーブチームに昇格する。2010年の冬にザンクトパウリにレンタル移籍した。2011年7月、1.FCカイザースラウテルンへ完全移籍。2014年7月、ジュピラー・プロ・リーグのサークル・ブルッヘに加入した。

## 代表歴
ドイツ代表としてFIFA U-17ワールドカップに出場し、4ゴールを挙げチームの3位に貢献した。UEFA U-19欧州選手権2008ではチームトップの3ゴールを挙げ優勝に貢献した。

## タイトル
U-19ドイツ代表
- UEFA U-19欧州選手権 ： 2008